# 荷屬聖馬丁
荷屬聖馬丁（荷蘭語：Sint Maarten），通称圣马丁，香港郵政曾作「聖雪丁島」，現為荷兰王国的4個構成國之一，面积34平方公里，人口41,486，首府菲利普斯堡。該島原為荷属安的列斯轄下五個島區（Eilandgebieden）之一，2010年10月10日升格为构成国。其主要轄區為圣马丁岛南半部，而該島的北半部為法屬聖馬丁。

## 詞源
該島由哥倫布命名，以紀念都爾的瑪爾定，因為哥倫布於 1493 年 11 月 11 日聖瑪爾定的慶日發現此島。

## 歷史
克里斯托弗·哥伦布在1493年的第二次橫渡大西洋時首次見到該島，並以當日11月11日的主保聖人都爾的瑪爾定命名該島，是為｢Isla de San Martín」。雖然哥倫布宣稱此地為西班牙領地，但他從沒在此登陸，而西班牙也不急於在此建立殖民地。
相反法国和荷兰則覬覦此島：法國欲要殖民百慕達至特立尼达岛之間的島嶼，而荷蘭則發現聖馬丁島可以作為巴西和新阿姆斯特丹（今日的纽约）兩塊殖民地航線的中途補給站。荷蘭人輕易在1631年設立定居點，並建立了阿姆斯特丹堡抵禦入侵者，荷兰东印度公司開始在島上經營鹽礦。法國和英国人也紛紛在島上設立定居點，令西班牙人發覺聖馬丁很搶手。西班牙藉八十年戰爭在1633年一舉攻佔全島，並將其他國家的殖民者驅逐。
荷蘭人此後發動數次攻勢企圖奪回該島未遂，直至1648年八十年戰爭結束，西班牙承認荷蘭獨立，並因無法盈利且無需在加勒比海的海軍基地而放棄聖馬丁島，法荷兩國的殖民者分別自圣基茨岛和圣尤斯特歇斯岛回到島上。雙方經過數輪衝突，發覺都無法將對方驅離該島，因此在1648年在島上的協和峰簽署和約，瓜分聖馬丁島，而法國更在該島對開海域部署海軍軍艦，以恐嚇荷蘭人給予他們更多土地。但和約簽署過後至1816年，法荷兩軍在島上依然衝突不斷，更曾修界16次，更因法荷兩國數次和英國交戰，而導致全島被英軍佔領。而現時的劃界在1816年成形，法佔區54平方公里，荷佔區41平方公里。
西班牙人最先將黑奴帶到聖馬丁島，但人數直至島上出現棉花、烟草和甘蔗種植園，奴隸人數才急劇上升，並超越奴隸主的人數。由於受到殘酷對待，奴隸們曾發動叛亂，而壓倒性的人數優勢令奴隸主無法忽視，法屬聖馬丁在1848年7月12日廢除奴隸制，荷佔區在15年後也廢除了。
到了二十世紀，本地旅遊業開始蓬勃發展，移民使區內人口急速上升，朱麗安娜公主國際機場也成為了區內最繁忙的機場，英語同時變得流行。
在1983年，荷屬聖馬丁被劃入荷屬安的列斯，但隨着全球去殖民化浪潮，本地要求獨立呼聲提高，荷蘭政府遂於2010年10月10日宣告荷屬安的列斯解體，荷屬聖馬丁獲升格為自治構成國，荷蘭王國僅保留國防、外交、發行護照等權力。
颶風艾瑪在2017年9月吹襲本島，重創其房屋、基建和經濟。當地首相請求荷蘭政府及王國軍隊協助救災重建，同月國王威廉-亞歷山大登島視察，相關重建工作進行至今，島上狀況有待恢復。

## 經濟
荷屬聖馬丁的經濟以旅遊業為主。雖然是荷蘭領土，但荷屬聖馬丁並非歐盟，亦非歐元區的一部分，官方貨幣是荷屬安的列斯盾，由庫拉索和荷屬聖馬丁中央銀行發行。但由於北鄰歐元區法屬聖馬丁，而且島上有不少美國旅客，故歐元和美元也是流通貨幣。

## 人口
在2011年荷属安的列斯的人口普查中，荷屬聖馬丁的人口为33609。在2017年的人口普查中，荷屬聖馬丁的人口为40535。

### 聚居地
- 菲利普斯堡（1894名居民）
- 下王子区（10833名居民）
- 库尔德萨克（8588名居民）
- 科尔贝（7194名居民）
- 上王子区（4595名居民）
- 小湾（阿姆斯特丹堡）（5581名居民）
- 辛普森湾（1142名居民）
- 低地（708名居民）

## 文化
荷屬聖馬丁的官方語言是荷蘭語和英语，但荷語在這個荷屬領土上日漸式微。當地亦都使用一種基於英語的混合語。

## 交通
島上有區內最具規模的朱麗安娜公主國際機場，也有郵輪港口和前往安圭拉島的渡輪航線（事實上這是來往英國和荷蘭領土最快捷的方法），而且可自由駕駛或徒步過關到法屬聖馬丁而不須作檢查（有趣的是，雖然法荷兩國主要領土在歐洲，而且都是歐盟國家，但此卻是雙方唯一的國界，也是歐盟邊界）。